# المثقوبات في الكويت

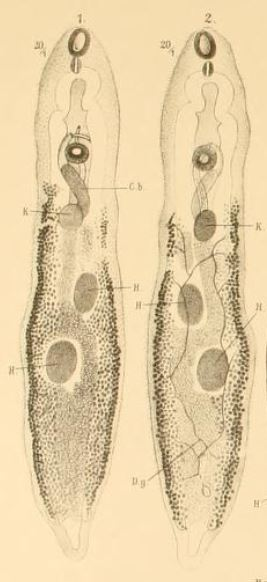
المثقوبات

المثقوبات (الاسم العلمي: Trematoda) هي دودة حية كاملة تعيش في أجزاء مختلفة من جسم العائل، بعضها يعيش في القنوات الصفراوية. تُسمى هذه الديدان بالديدان الكبدية، مثل أنواع المتورقة، ومنها أنواع تعيش في الأمعاء مثل جنس الخيفانة (الاسم العلمي: Heterophyes)، ومنها أنواع تعيش في الأوعية الدموية مثل جنس البلهارسية (الاسم العلمي: Schistosoma) المسبب لداء البلهارسيات. ومنها ما يعيش في الرئة مثل جنس Paragonimus.
تتميز هذه الديدان بنمو خاص في الأعضاء التناسلية وتقلص في أعضاء الحركة والهضم، ومعظمها أنثوي، وتحتوي الدودة على جهازين تكاثريين أنثوي وذكري، باستثناء الجنس المسبب لداء البلهارسيات. تشمل دورة حياتها عوائل وسيطة، وعادة ما تكون القواقع. يوجد حوالي 70 نوعًا من إجمالي 100000 نوع أو أكثر من القواقع هي الفصائل الوسطى من الديدان التي تصيب البشر.
تختلف دورة حياة الديدان في الكويت، إذ لا تتوفر فيها البيئة المثالية لنموها كما هو الحال في دول أخرى. تحاول الدودة التأقلم مع مناخ الكويت، لذا تُغير دورة حياتها، هناك أنواع مختلفة منها، ولكل نوع دورة حياة خاصة به، مما يعني أن كل نوع منها سيغير دورة حياته للبقاء في بيئة الكويت.
أنواع الديدان الأساسية في الكويت هي التالية:

## مثقبيات الكبد
ديدان الكبد لها أنواع عديدة، منها النوع الموجود في الأبقار، فاسسيولا هيباتيكا، أو أنواع أخرى مثل فاسسيولا جيجانتيكا وهي أكبر من النوع السابق. غالبًا ما تصاب الأغنام والماعز والأبقار، ونادرًا ما تصيب الكبد البشري، مما يتسبب في تلف القنوات الصفراوية وأنسجة الكبد. يصاب البشر بالديدان نتيجة تناول الميتاسركاريا التي يمكن العثور عليها في النباتات العشبية الصالحة للأكل التي تنمو في المستنقعات والأماكن الرطبة. دورة حياة هذه الدودة مكتملة فقط مع وجود مضيف وسيط، وهو الحلزون الذي يعيش في المياه العذبة. ونظرًا لأن الكويت لا تحتوي على أنهار ومستنقعات وقنوات واسعة، فمن المحتمل ألا تكون هناك دورة كاملة وإصابات محتملة في الكويت، على الرغم من وجود هذا النوع من المتورقة في كبد الأبقار والأغنام المذبوحة. من الأرجح أن العدوى حدثت من الدول التي استوردت منها هذه الأغنام والماشية، حيث أن معظم هذه الدول مثل السودان والعراق وسوريا وتركيا وغيرها من الدول التي تستورد منها الكويت لحومها تختلف تمامًا في بيئتها الطبيعية عن الكويت. أما بالنسبة للعدوى البشرية فهي غير ممكنة في الكويت، حيث لا يصاب الإنسان بدودة الكبد عند تناول الكبد المصاب الذي يحتوي على الدودة أو البيض. لأن البيض يحتاج إلى الفقس خارج جسم الإنسان ويتحول إلى يرقة داخل القشرة ثم يخرج ليكون يرقة ناضجة معدية تلتصق بالنباتات المائية أو بالقرب من الماء في انتظار العائل النهائي سواء كان ماشية أو إنسان.

## خيفانة خيفاء

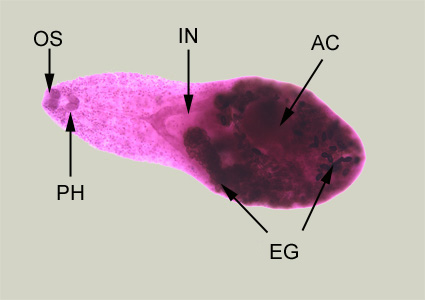
خيفانة خيفاء

ديدان الخيفانة الخيفاء هي أصغر الديدان المفلطحة التي تتغذى على البشر (0.5 - 0.3 مليمتر). وقد سُجلت حالات إصابة بها في الكويت، وتعيش هذه الدودة في الأمعاء الدقيقة للإنسان المدفونة بين الزغابات المعوية. كما تعيش في أمعاء بعض الحيوانات التي تتغذى على الأسماك مثل الكلاب والقطط. لذا، وُجد أن نسبة إصابة الكلاب في الكويت تصل إلى 3.4%.

### دورة الحياة وطرق العدوى
بيضة الدودة بنية فاتحة ولها جدار سميك وغطاء يصل إلى 16 × 29 ميكرومتر. تخرج البيض مع البراز خارج الجسم. للدودة عائلتان متوسطتان: الأولى هي الحلزون البحري وهو من نوع بيرينيلا الموجود في مصر أو جنس اليقرون في اليابان. تتغذى هذه القواقع على المواد الموجودة في قاع البحيرات بما في ذلك بيض هذه الدودة التي نزلت مع البراز. تفقس هذه البيض في الحلزون إلى جراثيم، ثم تخرج إلى الماء وتعيش لمدة 60 ساعة تقريبًا في الماء باحثة عن العائل الثاني وهو البوري وأنواع البلطي والبياح والأكانثوجوبيوس. ثم تلتصق بزعانف الأسماك أو ذيلها أو خياشيمها. بعد حوالي 48 ساعة، تتكون جراثيم داخل العائل الثاني. بعد حوالي 20 يومًا تتحول إلى طور الميتاسيركاريا. هذه هي المرحلة المعدية.
تحدث عدوى البشر أو الحيوانات عندما لا يُطهى سمك البوري أو البلطي جيدًا، ومع وجود هذه الطفيليات الناقلة للعدوى؛ في أمعاء الإنسان، تترك الدودة غلافها وتلتصق بغشاء الأمعاء المخاطي بين الزغابات المعوية، وتنمو إلى دودة بالغة في غضون أسبوع تقريبًا. بعد حوالي 25 يومًا، تبدأ الدودة بتلقيح البيض ثم تُعيد دورة حياتها.
يُلاحظ أن الإصابة بهذه الدودة لا تُسبب ضررًا يُذكر للإنسان إلا في حالات العدوى الشديدة، والتي تُسبب إسهالًا مخاطيًا مزمنًا يتخلله مغص وآلام في البطن. وإذا اخترقت الديدان جدار الأمعاء، فقد تصل إلى الأوعية اللمفاوية أو الدموية، مُسببةً أورامًا في القلب أو الدماغ.
يمكن تجنب العدوى عن طريق الامتناع عن تناول الأسماك النيئة أو غير المطبوخة جيدًا أو تناول الفسيخ المملح والمطحون لمدة تقل عن 14 يومًا.

## البلهارسية
البلهارسية من أهم الديدان الطفيلية على الإنسان، ولا تأخذ هذه الدودة دورة حياة في الكويت، بل يأتي بعض القادمين إليها من دول مجاورة تتوطن فيها هذه الدودة وتنتشر فيها، إذ يوفر توفر المياه العذبة في تلك الدولة أفضل الظروف للدودة لإيجاد عوائلها الوسيطة من أنواع معينة من القواقع، كما أن الماء هو الوسط الذي تحدث فيه عدوى الإنسان. كما أن الأشخاص الذين يحملون هذه الديدان في أجسامهم تكون العدوى مقتصرة عليهم ولا تنتقل إلى غيرهم. الإنسان هو العائل الرئيسي لثلاثة أنواع من البلهارسية.

### البلهارسية الدموية
تنتهي الديدان البالغة من هذا النوع في المثانة البولية، حيث تضع الأنثى البيض في الحليمات القريبة من المثانة، مما يسبب سلس البول أو داء البلهارسية.

### البلهارسية المنسونيةوالبلهارسيااليابانية
يستقر هذان النوعان في الأوردة المعوية حيث تضع الأنثى بيضها بالقرب من المستقيم ويسببان داء البلهارسية المعوي.
تعيش الديدان البالغة في أزواج. تستقر الأنثى في أخدود البطن لدى الذكر. تمر البيض عبر الأوردة يوميًا، ويتراوح عددها من 300 (البلهارسية المنسونية) إلى 3500 (البلهارسية اليابانية) حسب نوع الدودة. تساعد الإنزيمات القابلة للذوبان وانقباضات الأوردة على تمزيق الجدران حيث يتم إطلاق البيض في الأنسجة المحيطة بالأوعية المعوية أو المثانة. تمر البيض إلى تجاويف هذه الأعضاء وتخرج إما مع البراز أو البول. في الماء، تفقس البيض من اليرقات ذات الأهداب التي تسبح في نشاط بحثًا عن نوع معين من الحلزون الذي يمكنه متابعة خطوات نموه وتطوره في جسمه من مرحلة إلى أخرى حتى يصل إلى المرحلة المعروفة باسم السركاريا التي ينتهي جسمها بذيل طويل ذو نهاية مشقوقة. تخرج هذه الديدان من جسم الحلزون إلى الماء باحثة عن الإنسان الذي يريد ماء الاستحمام لتخترق جلده، وتدور مع الدم في جسمه حتى تستقر أخيرا في المكان المفضل لها حسب نوعها، إما في أوردة المثانة أو أوردة جدار الأمعاء، حيث تصل إلى النمو الجنسي في بضعة أسابيع، كما تعيش الديدان البالغة في الإنسان لمدة ممتدة تصل إلى 30 عاما.{

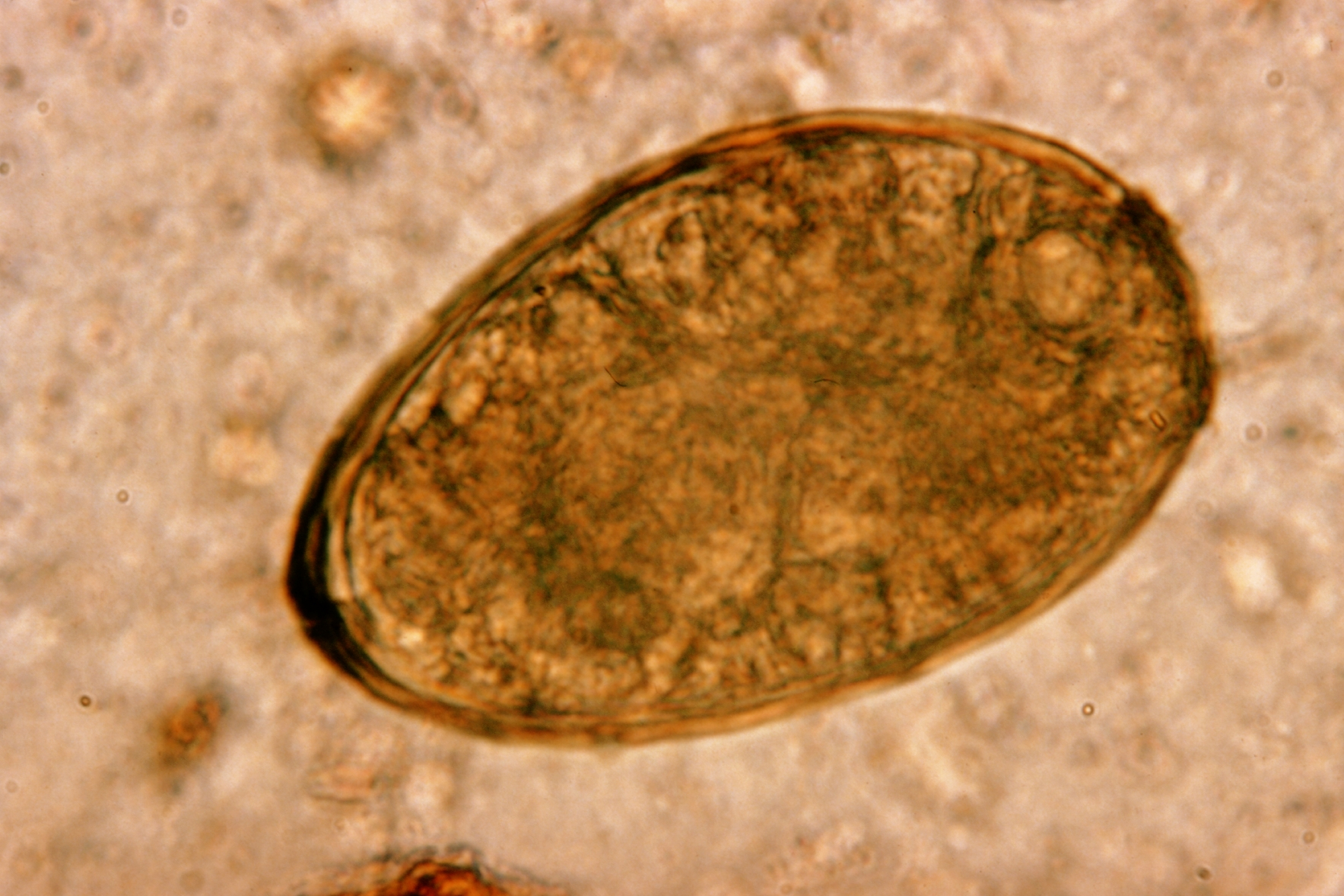
باراجونيموس

## باراجونيموس
تنتشر هذه الدودة عالميًا بين الثدييات، إلا أن وجودها لدى البشر يقتصر بشكل رئيسي على منطقة الشرق الأقصى. تعيش الدودة البالغة في رئتي الإنسان. يُصاب البشر بالعدوى عن طريق تناول سرطان البحر النيء المصاب، أو ما يُعرف بـ "جراد الماء العذب". ويُتبع هذا بشكل شائع في الشرق الأقصى، حيث تُؤكل القشريات النيئة والمملحة في الخل والنبيذ على شكل شراب مُسكر، حيث تعيش فيه اليرقات المصابة لمدة 8 ساعات. كما تُلوث هذه اليرقات المُعدية الأطعمة أو المواد المستخدمة في تحضير الطعام. يُعد عصير "جراد الماء العذب" مصدر العدوى لدى الأطفال، ويُؤخذ عن طريق الفم ويُستخدم في علاج الحصبة في كوريا. يمكن قتل اليرقات المحاصرة في السرطان إذا طُهيت في الماء على درجة حرارة 55 درجة مئوية لمدة 5 دقائق.
لا توجد هذه الديدان في الكويت، ولكن من الممكن الإصابة بها، خاصةً وأن الكثير من الناس يسافرون إلى دول الشرق الأقصى للتجارة أو الترفيه. ويحب الكثير منهم تناول القشريات النيئة، التي تُعتبر من أشهى الأطباق في الشرق الأقصى. ومن المرجح أن يُصاب الكثير من سكان الشرق الأقصى ببعض أنواع العدوى. وهنا يجب على الأطباء أن يكونوا على دراية بهذا الأمر وأن يعرفوا خصائص بعض الدول في عاداتهم.